# Karikal
Karikal ("Pas del Peix", apareix a antics mapes com Carical o Cariukalla; tàmil: காரைக்கால், Kāraikkāl o Karaikkal) és una ciutat i municipalitat del districte de Karaikal al territori de Pondicherry. Encara que l'etimologia corrent diu que vol dir Pas del Peix, derivaria del sànscrit Karaigiri i seria una combinació de 'Karai' i 'Kal' que tenen diferents significats el més acceptable el de "barreja de cal" i "canal" que voldria dir canal fet amb cal, però no hi ha restes de cap canal. Karikal està situada a la riba nord del Arasalar, a uns 3 o 4 km de la desembocadura. Al cens del 2001 consta amb 105.333 habitants.

## Establiment francès
L'establiment francès estava format per tres comunes (Karikal, Grande Aldee i Nedungadu) amb 110 pobles en total i una superfície de 137,26 km². Depenia del governador de Pondichery o Pondicherry. El país era fèrtil i regat per set branques del Cauvery (Nandalar, Nattar, Arasalar, Tirumalarajanar, Mudikondanar, Vanjiar i Nular). La població estava en retrocés a finals del segle:

territori de Karikal francès

- 1883: 93.055
- 1891: 70.526
- 1901: 56.595

## Història
Karikal fou promesa als francesos el 1739 a canvi de l'ajut francès a l'exiliat raja de Tanjore, Sayaji, però fou amb el suport de Chanda Sahib, aleshores en guerra amb Sayaji, que els francesos la van obtenir el següent any. El 1749 van aconseguir una cessió addicional de 81 pobles, amb el mateix suport, quan francesos i Chanda Sahib estaven assetjant Tanjore, formalitzat en un acord signat el 12 de gener de 1750. La darrera concessió fou confirmada per un tractat de 1754. la ciutat i fortalesa fou assetjada pel major Monson el 1760 i després d'una forta defensa durant 10 dies, es va rendir el 15 d'abril de 1760. Retornada als francesos al final de la guerra, els britànics la van tornar a ocupar l'agost de 1793, i va romandre part de Madràs fins al 1815 quan fou retornada al francesos segons el Tractat de París (1814). Des de 1947 la població es va manifestar a favor de ser integrats a l'Índia, i l'1 de novembre de 1954 es va produir el canvi de bandera i de facto de sobirania, si bé jurídicament va restar francesa fins a la cessió oficial formal el 16 d'agost de 1962.